# 土肥恵太
土肥 恵太 (どい けいた、2000年6月5日 - )は、ジャパンラグビーリーグワン日野レッドドルフィンズに所属するラグビー選手。

## プロフィール
- 秋田県出身[1]。
- ポジションはスタンドオフ(SO)、センター(CTB)。
- 身長 177 cm、体重 85 kg

## 略歴
4歳からラグビーを始めた。
2019年、秋田工業高校卒業後、明治大学に入る。
2023年、日野レッドドルフィンズに加入。同年12月24日に行われたJAPAN RUGBY LEAGUE ONE第2節クリタウォーターガッシュ昭島戦にて途中出場でリーグワン公式戦初出場を果たした。